# Jela Špitková

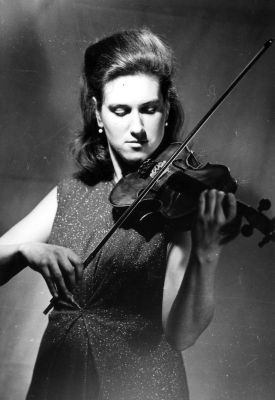
Jela Špitková

Jela Špitková (* 1. Januar 1947 in Nové Mesto nad Váhom, Tschechoslowakei) ist eine slowakisch-österreichische Geigensolistin und Hochschullehrerin.

## Leben
Als Sechsjährige begann sich Jela Špitková an der Musikschule ihrer Heimatstadt Nové Mesto nad Váhom dem Geigenspiel zu widmen. Diese Ausbildung setzte sie am Konservatorium Bratislava in der Klasse von Albín Vrteľ fort. Schon während dieses Studienabschnittes begann sie, im Ausland zu konzertieren und repräsentierte die ehemalige ČSSR in Deutschland, Großbritannien, Italien, Polen, in den Niederlanden sowie in der Schweiz. Sie spielte damals jährlich in etwa 50 Konzerten. Im vierten Studienjahr wurde sie gemeinsam mit Edita Gruberová und Marián Lapšanský ausgewählt, die ČSSR auf einer Tournee durch die Niederlande zu vertreten. Ein Jahr später spielte sie zum ersten Mal als Solistin das Violinkonzert von Brahms, als sie mit der Slowakischen Philharmonie auf einer Tournee in Großbritannien auftrat. Im sechsten Studienjahr spielte sie wieder in England, als sie unter der Schirmherrschaft von Yehudi Menuhin per Wettbewerb die Stelle der Konzertmeisterin des European Youth Orchestra gewann. Mit diesem Orchester trat sie auch vor der Mutter Königin Elisabeths auf.

## Studium

### In Prag und Wien

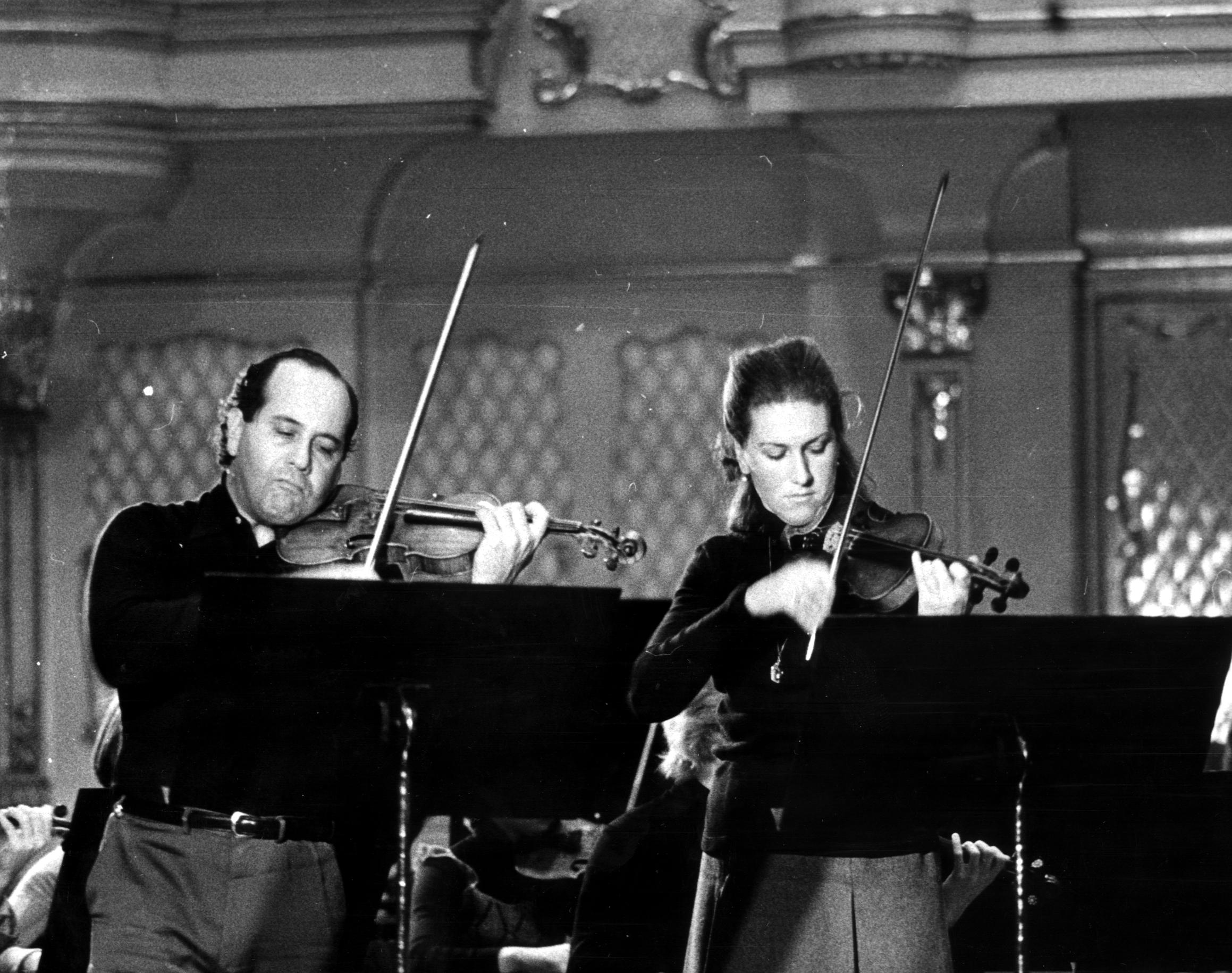
Jela Špitková with Igor Oistrach

Am 19. April 1968 schloss Jela Špitková ihr Studium am Konservatorium mit dem Violinkonzert von Tschaikowski im Saal der Slowakischen Philharmonie als „Beste Absolventin des Jahres“ ab. Damit wurde ihr ein Stipendium für ein fünfjähriges Studium am Moskauer Tschaikowski-Konservatorium verliehen. Wegen der Invasion der Armeen des Warschauers Pakts in die ČSSR und der anschließenden politischen Wirrnisse konnte sie dieses Studium nicht sofort antreten.
Im Sommer 1968 gewann sie Preise bei internationalen Wettbewerben in Sofia und Sion (Schweiz). Auf der Rückreise von Sion in die Slowakei traf die Geigerin auf geschlossene Grenzen und entschied sich, nach mehrtägigem vergeblichen Warten in Wien zu bleiben und ihre Studien bei Ricardo Odnoposoff an der Universität für Musik und darstellende Kunst Wien fortzusetzen. Odnopossoff verzichtete dabei wegen seiner Eindrücke bei Jela Špitkovás früheren Wettbewerbsauftritten auf jegliche Aufnahmeprüfung.
Als ihr die Rückkehr in ihre Heimat wieder gelang, aber unklar war, ob sie die Behörden ihr Studium in Wien würden fortsetzen lassen, absolvierte sie zudem die Aufnahmeprüfung an die Akademie der Musischen Künste in Prag, wo sie im Oktober 1968 in die Klasse von Alexander Plocek eintrat. Damit war Jela Špitková Studentin an zwei Musikakademien geworden, ohne dass ihre Professoren von dem Doppelstudium wussten. Diese Studien konnte sie sich dank ihrer ausgedehnten Solistentätigkeit finanzieren.
Im Jahre 1970 schloss sie ihr Wiener Studium mit Auszeichnung und einer Geldprämie ab und wurde in die Künstlerliste der slowakischen Monopolagentur „Slovkoncert“ aufgenommen. Weitere Wettbewerbsteilnahmen und Preise folgten; eine Stelle beim English Chamber Orchestra durfte sie nicht antreten, da ihr ein Arbeitsvisum verweigert wurde. In dieser Zeit nahm sie ihre erste Platte beim Label Opus auf. 1972 schloss sie dann auch ihr Prager Studium als „Beste Absolventin des Jahres“ und einer Geldprämie ab. Dabei führte sie das Brahms-Konzert mit dem Prager Sinfonieorchester auf.

### In Moskau
Im September 1971 nahm Igor Oistrach Jela Špitková nach einem Vorspiel in Wien in seine Meisterklasse am Moskauer Tschaikowski-Konservatorium auf. In dieser Zeit hatte sich die Konzertkarriere der Geigerin schon so weit entwickelt, dass die Unterrichtsstunden bei Oistrach häufig in Berlin, Prag, Paris oder Wien stattfinden mussten. Damals spielte die Künstlerin auf etwa 120 Konzerten pro Jahr. 1978 trat sie gemeinsam mit Igor Oistrach in Bratislava mit Bachs Doppelkonzert auf.

## Konzerttätigkeit

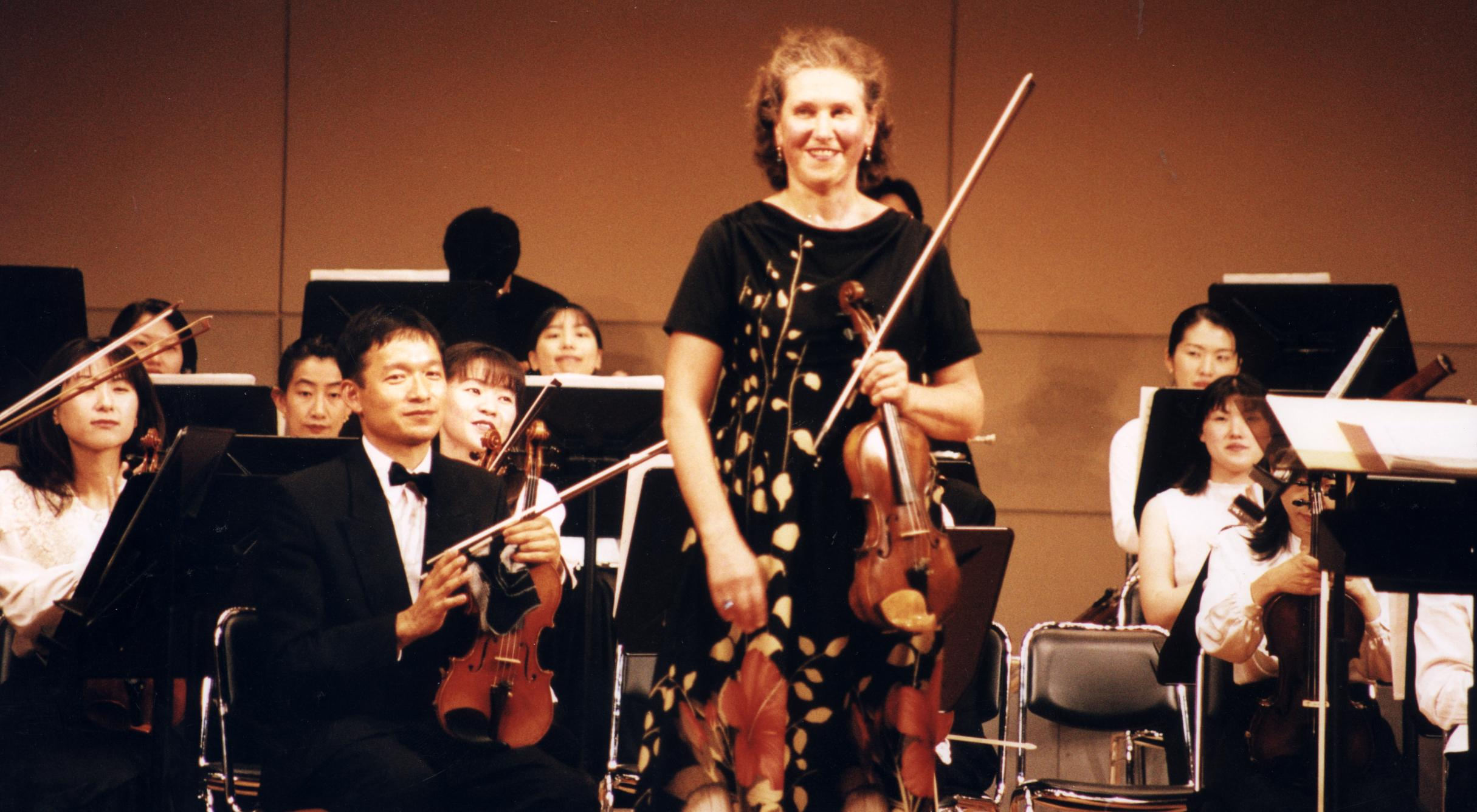
Jela Špitková in Japan

Nach Abschluss der Meisterklasse in Moskau ließ sich Jela Špitková in Bratislava nieder und wurde Solistin der Slowakischen Philharmonie. 1976 gründete sie mit ihrem Bruder, dem Geiger Igor Špitka, dem Cellisten Jozef Pohoranský und der Bratscherin Erika Friedlová das „Suchoň-Quartett“, das sich über zehn Jahre mit einer Vielzahl von Konzerten und Aufnahmen etablierte. 1978 wurde zusätzlich das „Slowakische Trio“ mit Jozef Pohoranský und dem Pianisten Marián Lapšanský gegründet, das auf vielen Bühnen und in Rundfunk und Fernsehen ähnlich erfolgreich konzertierte. Außerdem tritt Jela Špitková bis heute regelmäßig als Solistin des Damenkammerorchesters Bratislava auf.
In den Jahren 1975 bis 1980 spielte die Künstlerin auf insgesamt über 800 Konzerten in 60 Ländern auf fünf Kontinenten mit einer Vielzahl unterschiedlicher Programme. 1979 wurde sie erste Konzertmeisterin des Radiosinfonieorchesters Kopenhagen. Wenig später wurde sie zur Konzertmeisterin des Mozarteumsorchesters Salzburg ernannt, mit dem sie häufig in Abonnementskonzerten und auf Tourneen auch als Solistin auftrat; in dieser Formation wirkte sie auch bei vielen Aufnahmen mit. Für eine Saison wirkte sie auch als Konzertmeisterin am Münchner Gärtnerplatz-Theater.
Nebenher wirkte sie auch noch als Solistin und Konzertmeisterin der Wiener Bachsolisten und „Orchestra Sinfonica Brasileira“ mit denen sie zur Jahrtausendwende Tourneen nach Brasilien und Japan unternahm. Ihr Geigenspiel ist auf LPs und CDs festgehalten (900 Minuten aus ihrem Repertoire, davon 30 Violinkonzerte), die weltweit vertrieben werden. Zudem wurde ihr Spiel von zahlreichen Rundfunkstationen in aller Welt aufgezeichnet.

## Pädagogische Tätigkeit
Ab 1975 wirkte Jela Špitková vier Jahre lang als Assistentin an der Hochschule für Musische Künste Bratislava (VŠMU). Von 1980 arbeitete sie am Salzburger Mozarteum als Assistentin von Sándor Végh. Seit 1985 unterrichtet sie an der Universität für Musik und Darstellende Kunst in Wien, zusätzlich seit 1998 an der Fakultät für musische Künste der Akademie der Künste in Banská Bystrica und seit 2006 an der Akademie für Musische Künste in Prag, mittlerweile an allen drei Hochschulen als Professor. Ihre Schüler spielen solistisch, kammermusikalisch und in renommierten Klangkörpern von den Wiener Philharmonikern bis zur Metropolitan Opera in New York.

## Preise und Auszeichnungen
- 1965 1. Preis beim Violinwettbewerb Čs. Rundfunk in Bratislava
- 1968 4. Preis beim Internationalen Tibor-Varga-Wettbewerb in Sion (CH)
- 1969 Preis Emily Anderson in London
- 1971 1. Preis beim Violinwettbewerb Ludwig van Beethoven in Prag

Jela Špitková erhielt außerdem auch viele Preise und Sonderpreise beim Internationalen Violinwettbewerb Marguerite Long-Jacques Thibault in Paris (1969), J. S. Bach Violinwettbewerb in Leipzig (1968), (1970) George Enescu Violinwettbewerb in Bukarest, Violinwettbewerb für junge Instrumentalisten in Sofia (1968), Carl Flesch Violinwettbewerb in London (1972), ARD – Violinwettbewerb in München (1972).

## Familie
- Mutter: Oľga Špitková, geb. Bogyayová, Absolventin der Handelsakademie Bratislava, arbeitete als Bankangestellte. Sie war künstlerisch begabt und beschäftigte sich mit Ölmalerei.

- Vater: Dr. Pavel Špitka, ein erfolgreicher Rechtsanwalt. Er spielte hervorragend Klavier und Orgel. Neben seiner Anwaltstätigkeit wirkte er 40 Jahre als Organist an einer evangelischen Kirche.

- Bruder: Igor Špitka, Geiger in der Slowakischen Philharmonie